# اشتیانا، استان کوچکتر لهستان
اشتیانا، استان کوچکتر لهستان (به لاتین: Trzciana, Lesser Poland Voivodeship) یک منطقهٔ مسکونی در لهستان است که در Gmina Trzciana واقع شده‌است.

## خصوصیات
اشتیانا ۱٬۴۶۲ نفر جمعیت دارد.